# Сауді (станція метро Сан-Паулу)
Сауді (порт. Estação Saúde) — станція метро Сан-Паулу, розташована на Лінії 1 (синя) в центрі міста. Станція була відкрита 14 вересня 1974 року. На станції заставлено тактильне покриття. 